# Shinko e la magia millenaria
Shinko e la magia millenaria (マイマイ新子と千年の魔法?, Mai Mai Shinko to sennen no mahō) è un film del 2009 diretto da Sunao Katabuchi.
Lungometraggio anime prodotto dalla Madhouse, fu proiettato in anteprima al Festival del film Locarno il 15 agosto 2009 e distribuito nelle sale giapponesi il 21 novembre. È stato distribuito in home video col titolo Shinko Ghiribizzo e la magia millenaria.
Il film è tratto dal romanzo Shinko e la magia millenaria di Nobuko Takagi, Medaglia d’Onore con Nastro Viola per gli eccellenti risultati in campo culturale, e Ordine del Sol Levante per il contributo culturale, pubblicato in Italia da Kappalab nel 2021.

## Trama
Nella primavera del 1955 Kiiko è una ragazzina che da Tokyo si trasferisce con i genitori in un piccolo villaggio di campagna (presso la città di Hōfu). Per lei che arriva dalla metropoli, è molto difficile inserirsi nella vita della cittadina, fino a che incontra Shinko, una bambina che frequenta la terza elementare e che ha uno strano ricciolo in fronte che lei chiama "il mio Ghiribizzo". Con il suo aiuto Kiiko comincerà a capire i ritmi lenti della campagna e ad apprezzarne la vita e i suoi meravigliosi paesaggi.

## Accoglienza

### Critica
Il regista Sunao Katabuchi è stato un collaboratore di Hayao Miyazaki fin dai tempi della serie Il fiuto di Sherlock Holmes, prodotta dalla Nippon Animation e dalla Rai, e in seguito suo assistente nel film Kiki - Consegne a domicilio del 1989. Secondo Enrico Azzano, tutto questo fa sì che in Katabuchi si ritrovi molto delle opere di Miyazaki e anche Mai Mai Miracle ha quindi uno stile grafico con influenze dello Studio Ghibli: è un'opera sull'infanzia e sulla maturazione, con l'ambientazione rurale e la storia che ricorda molto i temi tradizionali sviluppati nelle serie del World Masterpiece Theater.